# 法葉彗星
法叶彗星（4P/Faye）為一颗周期彗星，由埃爾韋·法叶(Herve Faye)于1843年11月25日在法国巴黎的皇家天文台所发现。它最近一次近日點（距離太陽最近）是在2006年11月15日、2014年5月29日、2021年9月8日。

## 觀測歷史
法葉彗星在1843年11月23日首次被 Faye 觀測到，但因為惡劣的天氣直到25日才得到確認。法葉彗星的亮度非常暗淡，在發現前大約一個月就已經通過了近日點，只有近距離經過地球時才足夠明亮。奧托·威廉·馮·斯特魯維報告說，這顆彗星在 11月底可以用肉眼看到。直到1844年1月10日，法葉彗星仍然可以用較小的望遠鏡看到，並最終在1844年4月10日從大型望遠鏡視野中消失。
在1844年間，經過天文學家的計算後，確定法葉彗星為短周期彗星。
1999年5月6日的回歸，彗星的最大亮度只有達到13等。2006年11月15日法葉彗星再度回歸，最大亮度約為8等。